# Nationalstraße 204 (China)
Die Nationalstraße 204 (chinesisch 204国道, Pinyin 204 Guódào, englisch China National Highway 204), chinesische Abkürzung G204, ist eine 1.031 km lange, in Nord-Süd-Richtung verlaufende Fernstraße im Osten Chinas in den Provinzen Shandong und Jiangsu sowie auf dem Gebiet der regierungsunmittelbaren Stadt Shanghai. Sie führt von der Küstenstadt Yantai über Laiyang, Jiaozhou, Rizhao, Lianyungang, Yancheng, Nantong und Taicang in die Metropole Shanghai.